# ドミニク・セレス
ドミニク・セレス（Dominic Serres、フランス名:Dominique Serres、1719年から1722年の間の生まれ、1793年11月4日没）は、フランス生まれのイギリスの画家である。イギリスにおける18世紀後半の最も重要な海洋画家とされている。

## 略歴
フランス南西部、ジェール県のオーシュで生まれた。74歳で亡くなったという資料もあるが確定していない。最初、司祭になるための教育を受けるが、ドゥエーのベネディクト会の神学校を中退し、スペインに移った。 地中海の商船の船乗りになり、イタリアに住んでいたとされる。船員として南米でも働き、キューバで商船の船長になり、ハバナで商人として数年間暮らした。1748年、カリブ海でイギリス軍に拿捕され、1752年に捕虜としてイギリスに連行された。マーシャルシー監獄に投獄されている間に、絵を描き始め、釈放された後、ノーサンプトンシャーにしばらく住み、海洋画を描いて生計を立てた。当時イギリスで非常に人気があったオランダの海洋画家、ウィレム・ファン・デ・フェルデ親子の作品を模写していた。その後、ロンドンに移り、海洋画家のチャールズ・ブルッキング(Charles Brooking: c.1723–1759)から技術を学んだ。
1756年からの七年戦争で、イギリスの艦隊がスペイン海軍に著しい損害を与えたハバナの海戦やフランスの植民地を攻撃したシャンデルナゴルの戦いなどでのイギリス艦隊の活躍は、それらの海戦を描いた海洋画の人気が高まることになり、セレスの海洋画もイギリス人の好みにあい、人気になった。
1760年代のはじめに設立されたイギリス芸術家協会(Society of Artists of Great Britain)の展覧会に出展し、1765年に会員になった。この協会を母体に1768年にロイヤル・アカデミー・オブ・アーツが設立され、創立メンバーに選ばれた。
1775年からのアメリカ独立戦争でのイギリス海軍の海戦の情景も描いた作品も多く残した。
1790年には国王ジョージ3世の宮廷海洋画家になった。1793年にロイヤル・アカデミーの司書の役職に任じられたが、1793年にロンドンで没した。
息子のジョン・トーマス・セレス(John Thomas Serres: 1759-1825)も海洋画家になった。

## 作品

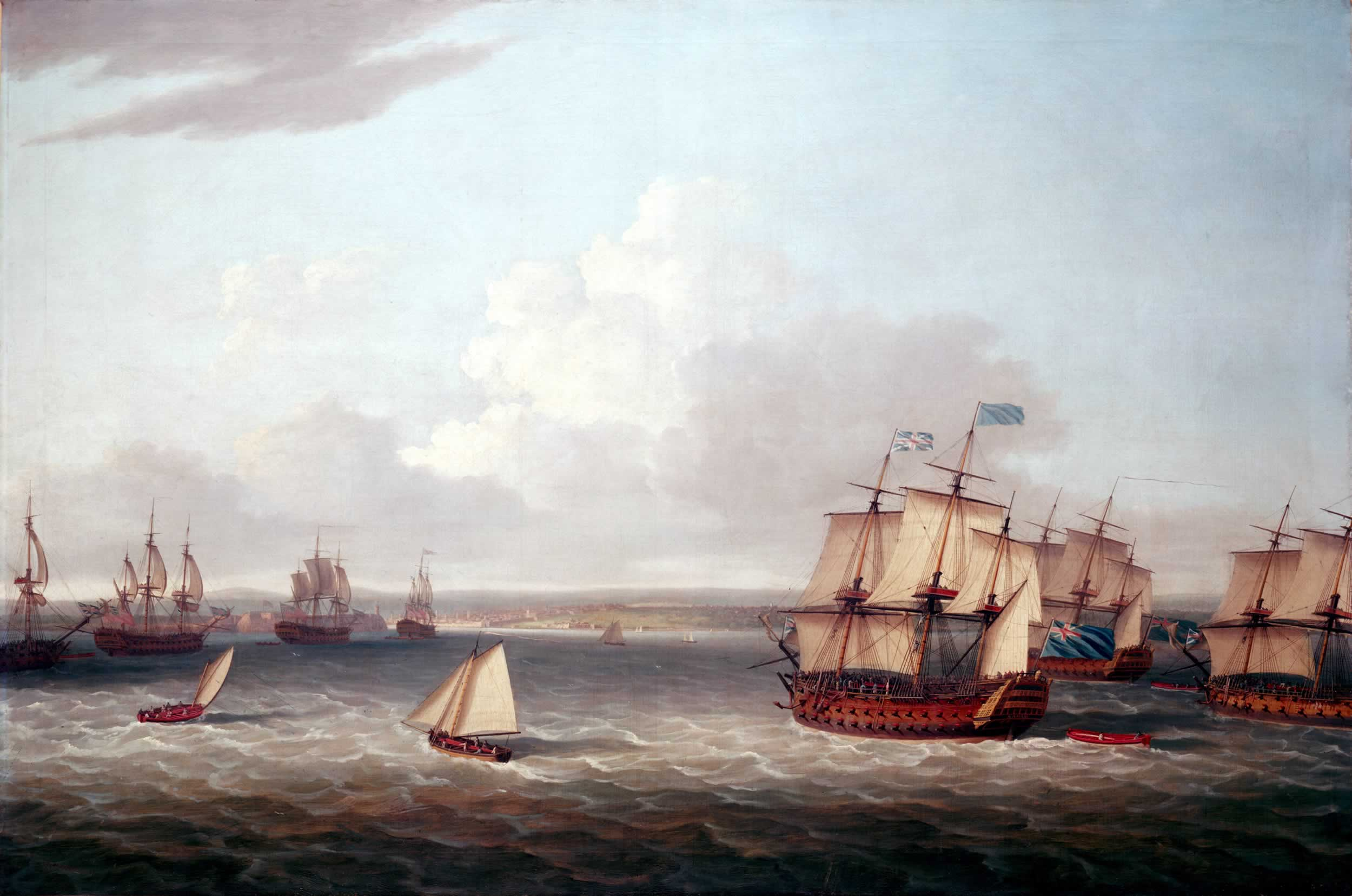
1762年8月ハバナに入港するイギリス艦隊 (1775) イギリス海事博物館蔵
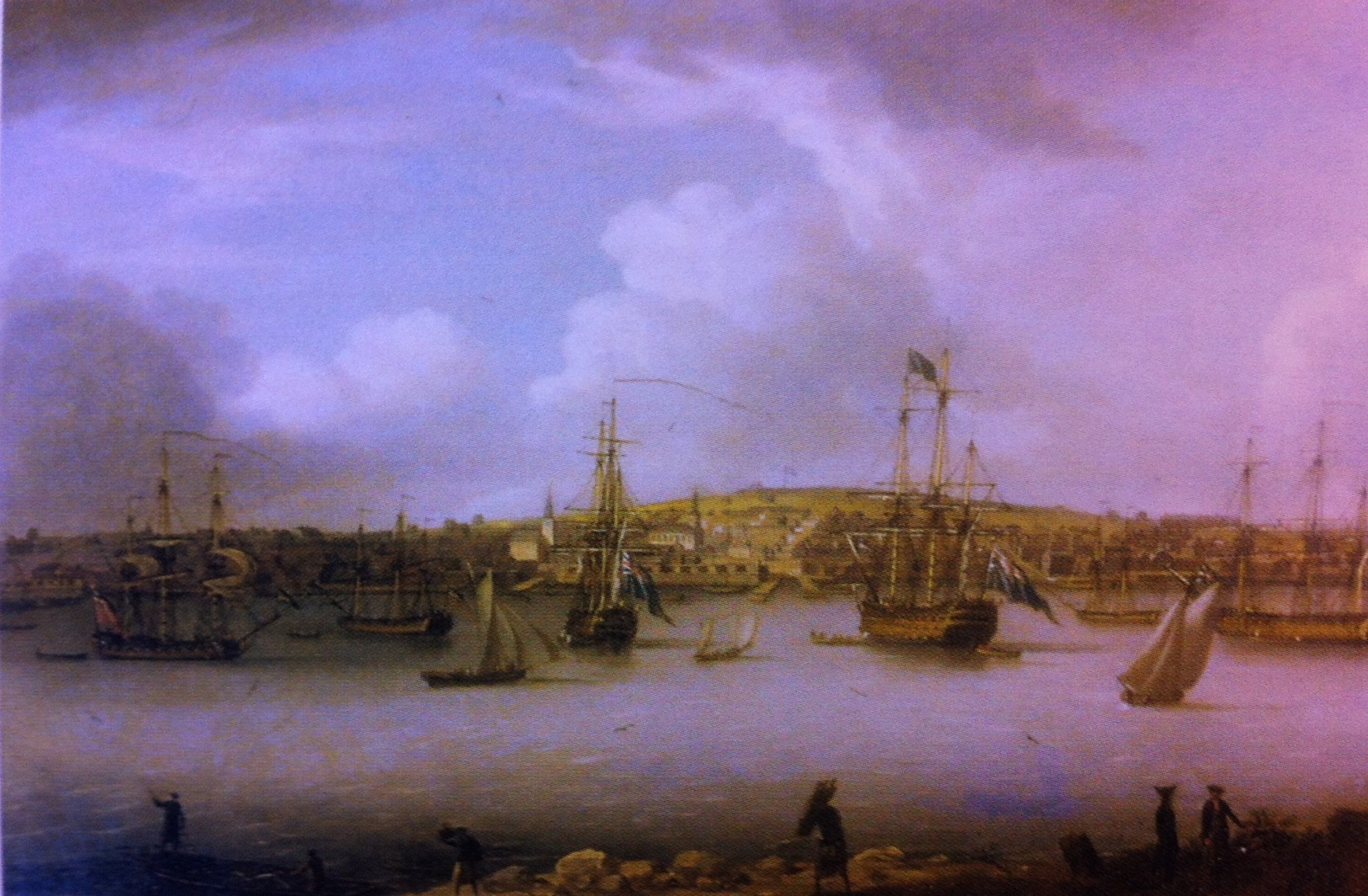
ハリファックスの港の風景、(c.1767)
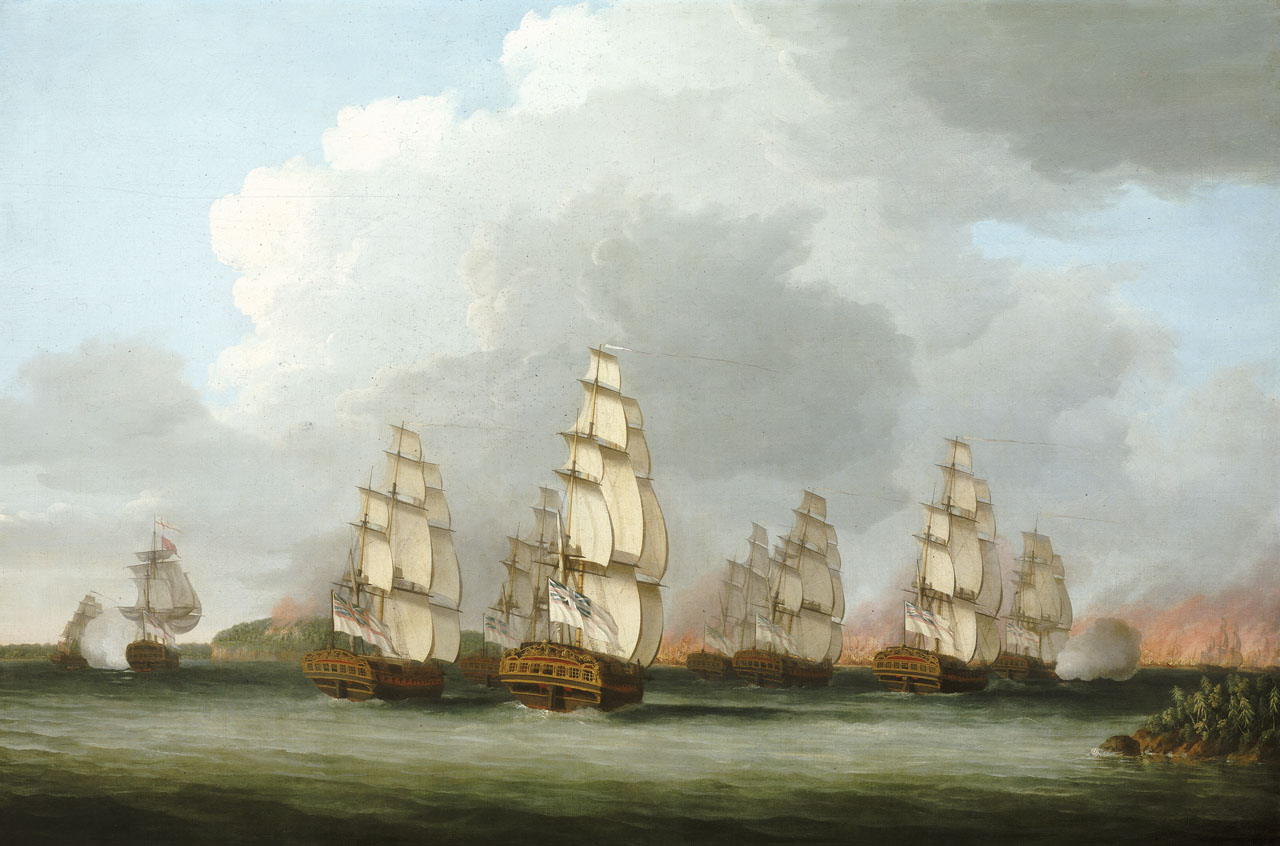
ペノブスコット遠征 (c.1779) イギリス海事博物館蔵
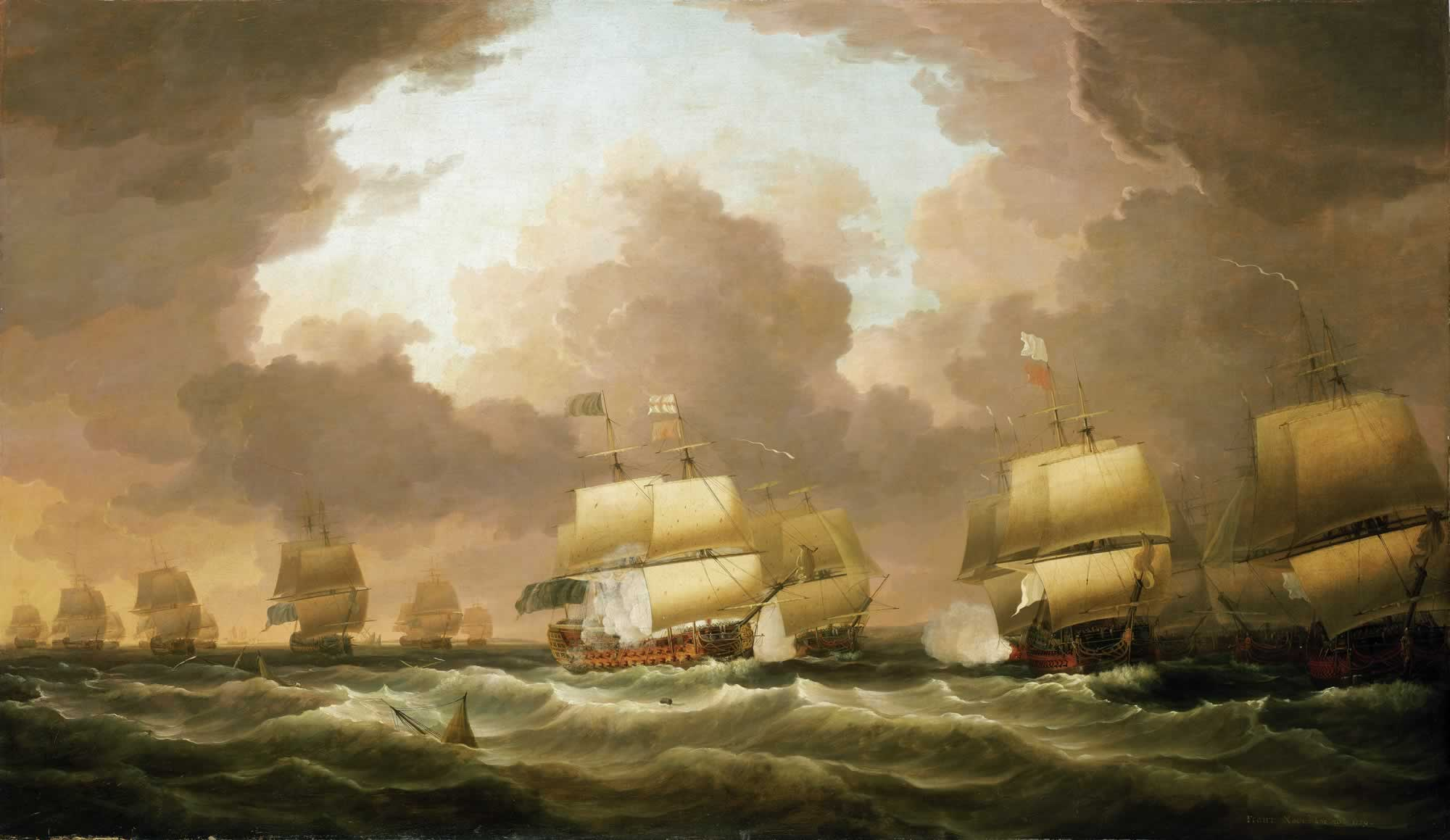
キブロン湾の海戦 (1779) イギリス海事博物館蔵
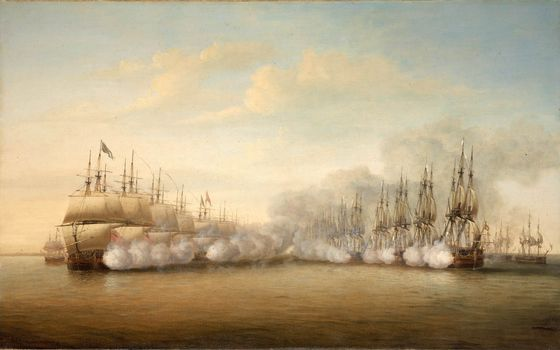
1782年のナーガパッティナムの海戦(1786)
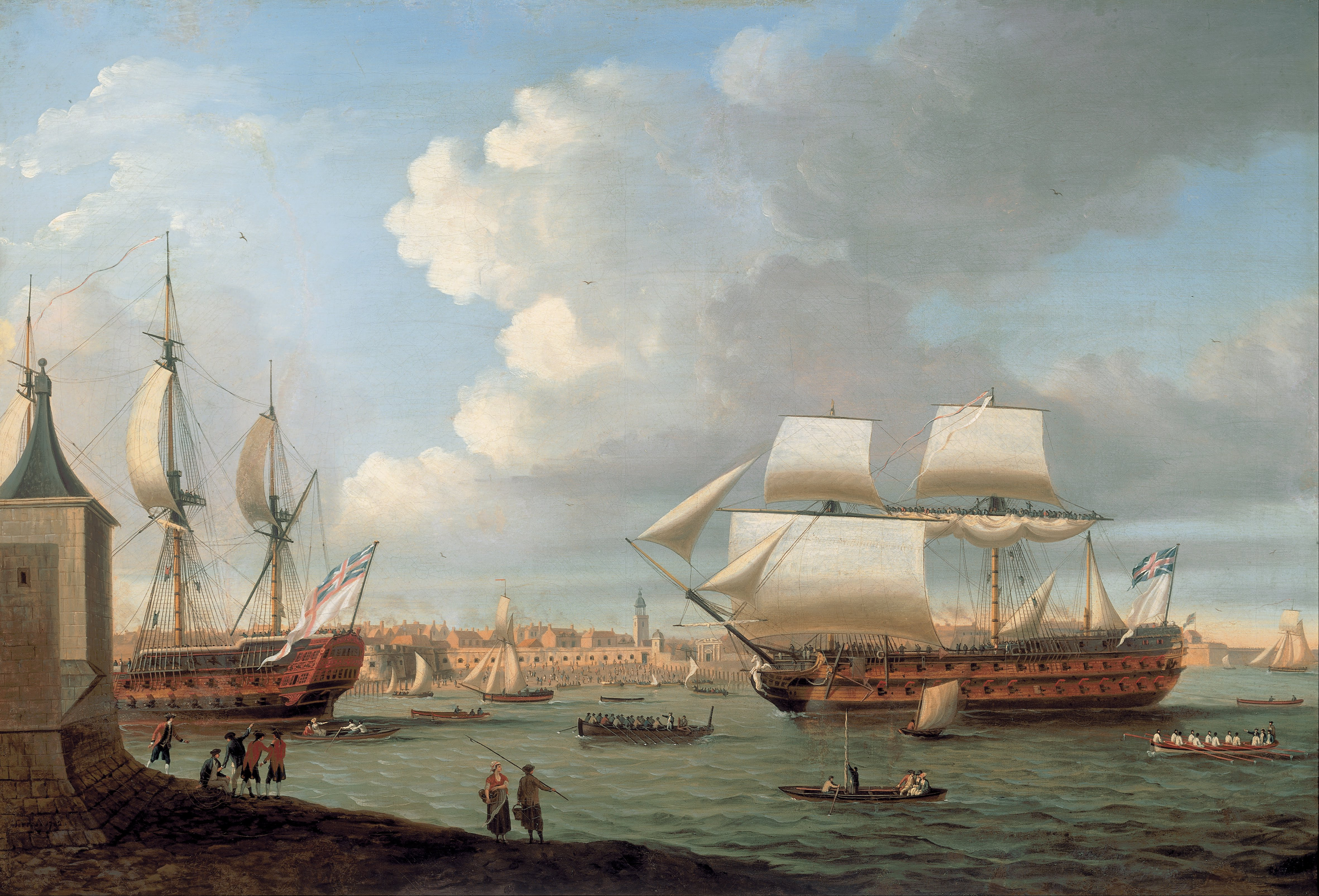
1782年のUshantの戦いで鹵獲されてポーツマス軍港に入港するフランス軍艦PégaseとFoudroyant